# Guangzhou Circle
Le Guangzhou Circle ou GDPE Landmark Building (广州圆大厦) est un gratte-ciel de bureaux haut de 138 mètres construit dans le sud de la Chine à Canton (Guangzhou) de 2011 à 2013. 

## Description
En 2015 c'est l'un des deux gratte-ciel existant dans le monde qui a une forme en anneau, avec le Huzhou Sheraton Resort & Spa également construit en 2013 en Chine, situé à Huzhou mais qui est moins haut.
Il abrite des bureaux sur trente-trois étages. Le trou central a un diamètre de quarante-huit mètres.
Le bâtiment a été conçu par l'agence d'architecture AM Progetti de l'italien Joseph di Pasquale et par la South China University of Technology. Le promoteur est la société Guangdong Hong He Construction Ltd.
Le bâtiment est surnommé localement le donut.